# Гедеонов, Александр Михайлович
Александр Михайлович Гедеонов (5 (16) февраля 1792, Москва — 27 апреля 1867, Париж) — русский театральный деятель, который на протяжении четверти века, с 1833 по 1858 годы, возглавлял императорские театры обеих столиц. Действительный тайный советник (1846), обер-гофмейстер (1858). Отец Михаила и Степана Гедеоновых.

## Биография
Из смоленских дворян Гедеоновых. Сын пензенского губернатора Михаила Яковлевича Гедеонова (1756—1802) и его жены Татьяны Александровны, дочери сенатора А. Ф. Талызина и Марии Апраксиной. Через Талызиных был связан родством с первейшими сановниками империи. Родился в Москве, крещен 12 февраля 1792 года в церкви Иоанна Предтечи на Знаменке при восприемстве С. С. Апраксина и бабушки М. С. Талызиной.
Получил домашнее воспитание в Пензе и Твери. В 13-летнем возрасте был записан на службу юнкером в Московский архив иностранных дел, а 30 марта 1805 г. определён на военную службу, в императорскую свиту колонновожатым. Охотно принимал участие в любительских спектаклях, которые давались в театре села Ольгово, принадлежавшего его родственникам Апраксиным.
Получил чин подпоручика и в январе 1810 переведен в Кавалергардский полк; в апреле того же года назначен адъютантом к полковому командиру Н. Депрерадовичу. С сентября — поручик.
Прослужив в Кавалергардском полку полтора года, Александр Гедеонов в июне 1811 переведен капитаном в Ямбургский драгунский полк, в составе которого участвовал в Клястицком, первом Полоцком и других сражениях Отечественной войны.
5 марта 1813 г. переведен в Казанский драгунский полк, который входил в состав корпуса, осаждавшего Данциг. Во время осады А. Гедеонов неоднократно отличался, в особенности смелой атакой на мызу Шальмюль, где едва не захватил командовавшего французскими войсками генерала Ж. Раппа, и получил тяжелую контузию.
В феврале 1816 Гедеонов был уволен со службы по прошению из-за ран, с чином майора и с мундиром.
В отставке пробыл около года, после чего поступил на гражданскую службу. В апреле 1817 определëн смотрителем в экспедицию Кремлёвского строения. Благодаря родственным связям быстро достиг высокого служебного положения. В 1822 был директором итальянской оперы, находившейся в доме его двоюродного деда С. С. Апраксина, причём, по слухам, кассу «не всегда держал в исправности и часто черпал из неё». В 1828 — член комитета по сооружению в Москве храма Христа Спасителя, руководил управлением имениями, купленными в казну для храма.
Кроме пожалованных орденов и наград за время своей 15-летней службы в Москве получил придворное звание камергера, чины церемониймейстера и действительного статского советника, а также денежную награду в 5 тыс. рублей. Позднее, в 1846 ему был пожалован чин действительного тайного советника.
13 мая 1833 года был назначен исправляющим должность директора Императорских Санкт-Петербургских театров, а 31 декабря следующего года произведён в чин тайного советника с утверждением в должности.

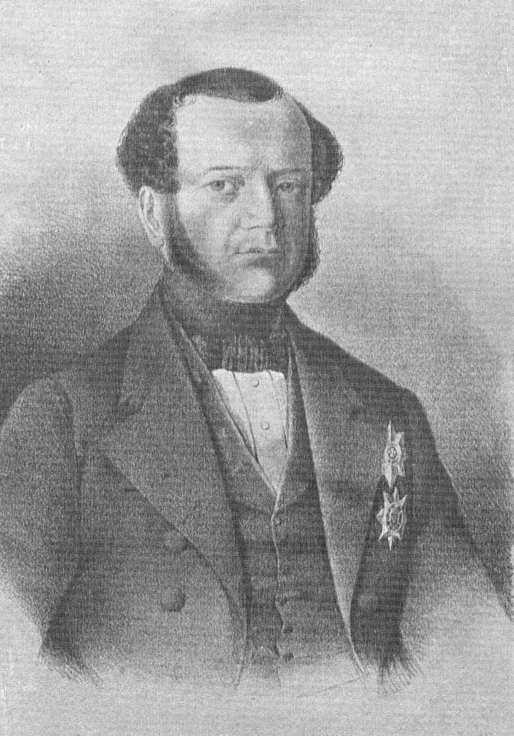
Александр Гедеонов

В начале своей петербургской карьеры был снисходителен к актёрам, замечал успехи молодых артистов, поощрял понравившихся ему артистов материально. В первый же год своего директорства занялся переустройством Театрального училища, по его ходатайству театральный бюджет был ощутимо увеличен. В конце 1830-х годов вышел высочайший указ, по которому артисты императорских театров первого разряда, прослужив 20 лет, имели право получать почëтное гражданство. По мнению специалистов, этот указ был наивысшим достижением А. Гедеонова на его посту.
В 1847 назначен директором императорских театров обеих столиц. Приведенные несколько в порядок князем Гагариным хозяйственные дела дирекции не улучшил, дефицит увеличил и расходование отпускаемых театрам средств не упорядочил. К интересам искусства, также как и предшественник его, относился холодно, заботливостью и даже простой вежливостью к артистам не отличался: говорил всем, даже артисткам, «ты» и постоянно делал наоборот тому, о чëм они ходатайствовали. Блестящий подбор талантливых исполнителей и высокий уровень театров за время его управления ничем ему обязан не был. Впрочем, по воспоминаниям артистов драматической труппы Александринского театра, Гедеонов, хотя и обладал вспыльчивым характером, но был справедлив и пользовался уважением актёров.
Разделив оперную и драматическую труппы Александринского театра, стал отдавать предпочтение опере и балету. Проводил политику правительства, тормозившую развитие прогрессивного национального театра, мешая постановке, например, «Ревизора» Н. В. Гоголя, сокращал дотации на драматические труппы, из-за чего постановочная часть Александринского и Малого театров пришла в упадок.
С 1852, с назначением на должность министра двора графа В. Ф. Адлерберга, Гедеонов всё более утрачивал влияние на дела и 25 мая 1858 года был уволен от должности директора театров с назначением обер-гофмейстером.
Жена: Наталья Павловна Шишкина (1790—1840). После смерти жены долгое время сожительствовал с юной танцовщицей Еленой Андрияновой. Последние годы провёл большей частью в Париже, куда последовал за французской артисткой; здесь же и скончался в апреле 1867 года. Погребен на кладбище Пер-Лашез.